# 회색배새도둑주머니쥐
회색배새도둑주머니쥐(Caenolestes caniventer)는 새도둑주머니쥐과에 속하는 새도둑주머니쥐의 일종이다. 에콰도르와 페루에서 발견된다.